# Cascades Morans
Les cascades Morans són unes cascades del rierol Morans, que es troben a les selves tropicals de Gondwana, declarades Patrimoni de la Humanitat per la UNESCO, a la regió sud-est de Queensland, Austràlia.

## Localització i característiques
Les cascades es troben al Parc Nacional de Lamington, a les Muntanyes Verdes (Green Mountains), que forma part del Grup Volcà Escut, al Scenic Rim de les selves tropicals de Gondwana. Es pot accedir a través de la pista de les cascades Morans (Morans Falls Track), un sender de 4,4 km.